# Novembre 1802

## Événements
- Départ de l’expédition des pombeiros Pedro João Baptista et Amaro (ou Anastacio) José de l’Angola jusqu’aux Bouches du Zambèze, organisée par le superintendant du comptoir ou factorerie de Cassange, Honorato José da Costa. Ils parviennent à Tete le 2 février 1811[1].

- 2 novembre, France : définition de « cadastres-types pour percevoir l'impôt foncier.

## Naissances
- 1er novembre : Benoît Fourneyron (mort en 1867), inventeur et industriel français.

## Décès
- 9 novembre : Thomas Girtin, aquarelliste et graveur anglais, (° 18 février 1775).
- 15 novembre : George Romney, peintre anglais (° 26 décembre 1734).